# Bình Thanh, Cao Phong
Bình Thanh là một xã thuộc huyện Cao Phong, tỉnh Hòa Bình, Việt Nam.
Xã Bình Thanh có diện tích 26,43 km², dân số năm 1999 là 2319 người, mật độ dân số đạt 88 người/km².